# Armando Pereira da Câmara
Armando Pereira Correia da Câmara (Porto Alegre, 10 de noviembre de 1898 - Porto Alegre, 19 de marzo de 1975) fue un profesor, filósofo cristiano y político brasileño.

## Biografía

### Familia
Nació en el seno de una familia de la nobleza brasileña. Era hijo del general Alfredo Pinheiro Correia da Câmara y de su esposa, doña Zeferina Barreto Pereira Pinto, miembro de la tradicional familia Barreto Pereira Pinto - y primo de los Mena Barreto. Era nieto de José Antônio Correia da Câmara, II Vizconde de Pelotas, sobrino nieto de Leopoldo Augusto da Câmara Lima, Barón de São Nicolau, bisnieto de José Feliciano Fernandes Pinheiro, Vizconde de São Leopoldo, tataranieto de Patrício José Correia da Câmara, I Vizconde de Pelotas, y también tataranieto del General Sebastião Barreto Pereira Pinto. Pasó parte de su adolescencia en Bagé, en el interior del estado de Río Grande del Sur. Cuando estaba en Porto Alegre, su familia vivía en el Solar dos Câmara, actualmente un importante centro cultural de la capital estadual. Fue el último residente del solar, que fue adquirida en 1981 por la Asamblea Legislativa de Río Grande del Sur.

### Carrera magisterial
Tras estudiar en el Colegio Militar de Porto Alegre y en el Colegio Anchieta, Armando Pereira Correia da Câmara ingresó en la carrera de Ciencias Jurídicas y Sociales de la Faculdade Livre de Direito de Porto Alegre (actualmente Facultad de Derecho de la Universidad Federal de Rio Grande do Sul), graduándose en 1925. Posteriormente, fue profesor de enseñanza secundaria en el Colegio Júlio de Castilhos y en el Colegio Sévigné, así como en el Instituto de Educación General Flores da Cunha.
En 1931, ingresó en la docencia superior enseñando en las facultades de Derecho y Filosofía de la Universidad Federal de Río Grande del Sur (UFRGS), de la que fue rector entre 1945 y 1949. En 1947, participó en la fundación de la Facultad Católica de Derecho, y fue el primer rector de la Pontificia Universidad Católica de Río Grande del Sur (PUCRS).
En 1968 pasó a dirigir el programa de doctorado de la Facultad de Derecho de la UFRGS.

### Filósofo cristiano
Pensador y líder religioso, Câmara fundó la Asociación de Profesores Católicos de Río Grande del Sur y la revista "Estudos" en 1943. También fue presidente de la Acción Católica de la Arquidiócesis de Porto Alegre y de la Liga Electoral Católica.
También fundó el periódico democrático y de orientación católica "Jornal do Dia", que circuló en Porto Alegre durante unos veinte años. Debido a sus convicciones, Câmara lideró varias veces a lo largo de su vida movimientos contra el marxismo.

### Carrera política
En octubre de 1954, fue elegido Senador por el Frente Democrático, coalición formada por el Partido Social Demócrata (PSD), la Unión Democrática Nacional (UDN) y el Partido Libertador (PL), derrotando a João Goulart, candidato del PTB. Asumió el cargo en febrero de 1955, pero como João Goulart fue elegido vice-presidente de la República en octubre de 1955, convirtiéndose automáticamente en presidente del Senado, dimitió en abril de 1956 alegando estar viviendo un "drama de conciencia" y haber sido "convocado a otras formas de combate".
En 1960, en Porto Alegre, como miembro del Consejo Universitario de la Universidad Federal de Río Grande del Sur, rechazó la visita de Jean-Paul Sartre y Simone de Beauvoir a esa universidad, con la siguiente frase: "Si esta puta (refiriéndose a Simone) entra en esta universidad, saldré por la misma puerta para no volver nunca más aquí".
En 1961, Armando Pereira Correia da Câmara criticó duramente en la prensa al entonces presidente Jânio Quadros por la concesión de la Orden de la Cruz del Sur al Che Guevara.